# 第72独立自動車化狙撃旅団 (ロシア陸軍)
第72独立自動車化狙撃旅団（だい72どくりつじどうしゃかそげきりょだん、ロシア語: 72-я отдельная мотострелковая бригада）は、ロシア陸軍の旅団。第3軍団隷下。

## 概要

### ロシアのウクライナ侵攻

第72独立自動車化狙撃旅団章

2022年5月、ロシアのウクライナ侵攻の影響に伴い、ロシア各地の義勇大隊を基幹にオレンブルク州で創設された。

#### 南部・ヘルソン戦線
2022年8月、南部ヘルソン州ヘルソン地区に配備されたが、ウクライナ軍に高地を取られた不利な状況での防御を余儀なくされ、アルガ大隊の団員の半数が戦死する損害を受けてドニエプル川西岸から撤退した。

#### 東部・南ドネツク戦線
2023年2月、東部ドネツィク州ヴォルノヴァーハ地区に再配置され、ヴフレダール方面で攻勢を開始したが、アルガ大隊が全滅し、シャイムラトワ大隊、ヤイク大隊も同じような結果となり撃退された。生き残った十数人の団員は軍の目を盗んでロシアに帰還したが脱走兵として処罰された。

#### 東部・バフムート戦線
2023年5月、激戦地の東部ドネツィク州バフムート地区に再配置され、ワグネル・グループの救援でバフムートを防御したが、第6中隊、第8中隊が全滅して早期撤退したため、ワグネルのエフゲニー・プリゴジン代表から「第72旅団がものすごい勢いで戦場から逃げ出した。現時点でバフムート市内に残っている部隊はワグネルだけだ」と非難された。その後はワグネルに私刑にされ、団員の殺害・暴行、装備没収の報復を受けたとロマン・ヴェネヴィチン旅団長が報告した。9月にはバフムート南を防御したが、第3独立強襲旅団に包囲殲滅されてアンドリーウカを解放された。

## 編制
- 旅団司令部（トツコエ）
- シャイムラトワ義勇大隊（バシコルトスタン共和国）[1]
- アタル義勇大隊（チュヴァシ共和国）[1]
- アルガ義勇大隊（タタールスタン共和国）[1]
- ヤイク義勇大隊（オレンブルク州）[1]